# マイク・ノイエス
マイク・ノイエス（Mike Noyes、1994年12月18日 - ）は、アメリカ合衆国・コネチカット州ハートフォード郡出身の元バスケットボール選手で、現在指導者。NBAのサンアントニオ・スパーズでアシスタントコーチを務めている。

## 経歴

### 若齢期
1994年12月18日、コネチカット州ハートフォード郡でウィリアムとナタリー・ノイエスの長男として生まれ、 グランビー・メモリアル高校でウォルター・ハンセン監督の下、バスケットボールをプレーし、2012年と2013年にオールカンファレンスに選出。2013年には学業オールステートに選出。2012-13年にはチームの共同キャプテンを務め、グランビーのクラスS州選手権優勝に貢献。高校時代には陸上競技で4回、サッカーで3回、計10回の代表選手レターを獲得。高校3年生時にはサッカーと陸上競技でオールカンファレンスに選出され、2013年には走り幅跳びのカンファレンスチャンピオンに輝いた。

### カレッジ
2014年、コネチカット大学に進学し、ハスキーズ・バスケットボールチームの練習生として活動した後、3年生の時に選手として出場し、4年生の時には奨学金を獲得し、2017年にコネチカット大学で数学／保険数理学の学位を取得し卒業した。

### 指導者
2018年にメンフィス・グリズリーズでデータサイエンティストとしてキャリアをスタートさせ、その後ビデオコーディネーターに転身しグリズリーズで過去6シーズンを過ごし、直近では選手育成コーチを務めた。2024年にスパーズのコーチングスタッフに加わりアシスタントコーチを務めている。